# Washington Baum Bridge
Le Washington Baum Bridge – ou Roanoke Sound Bridge – est un pont américain dans le comté de Dare, en Caroline du Nord. Ce pont routier permet à l'U.S. Route 64 de franchir le Roanoke Sound entre l'île Roanoke et Pond Island. Construit en 1994, il est nommé en l'honneur de l'homme politique local Washington Franklin Baum, né en 1876 et mort en 1967.